# Business Bay
Business Bay és un barri de la ciutat de Dubai, Emirats Àrabs Units, encara en construcció. El projecte pretén establir un centre de negocis múltiples a la zona que es troba al costat del khor de Dubai en una part que s'ha assecat; inclou 230 edificis comercials i residencials els darrers dels quals s'han d'acabar el 2010.